# Гия, Домингос да
Домингос Антонио да Гия (порт.-браз. Domingos Antônio da Guia; 19 ноября 1912, Рио-де-Жанейро — 18 мая 2000, там же) — бразильский футболист, центральный защитник. По версии МФФИИС занимает 43 место среди лучших футболистов Южной Америки XX века. Занимает 40-е место среди лучших игроков за всю историю футбола по версии Placar. Брат другого известного футболиста — Ладислау да Гии, отец Адемира да Гии. Имя Домингеса упоминается в гимне клуба «Бангу»: «Оттуда и сюда пришёл Домингос да Гия» («De lá, pra cá, surgiu Domingos da Guia»). По версии журнала Placar (2000 год), Домингос входит в 5-ку лучших игроков «Фламенго» за всю историю клуба. Домингос известен своим приёмом, известным как «Домингадас», когда он шёл в обводку на нападающих соперника около своих ворот.

«Его считают лучшим бразильским защитником всех времён». — Аргентинская пресса

## Биография
Домингос да Гия родился в Бангу, пригороде Рио-де-Жанейро в многодетной семье бедного фермера, где он был самым младшим ребёнком. Он начал свою деятельность, работая ткачём на местном текстильном предприятии, одновременно играя в команде при заводе
Домингос начал карьеру в возрасте 16-ти лет клубе «Бангу», чьим главным спонсором являлся завод, на котором работал Домингос, и где уже играли три его старших брата. Пригласил его в клуб главный тренер команды Са Пинто. Одновременно с игрой в клубе, Домингос работал агентом общественного здравоохранения. 28 апреля 1931 года Домингос дебютировал в профессиональном футболе, сыграв в матче с «Фламенго», в котором его клуб выиграл 3:1. 18 октября 1931 года Домингос забил свой первый в карьере гол, поразив ворота «Ботафого», а затем, в той же игре забил и второй мяч, однако эти голы не спасли команду от поражения 3:4.
В 1932 году он перешёл в уругвайский «Насьональ», став самым высокооплачиваемым игроком клуба. С «Насьоналем» Домингос стал чемпионом Уругвая. В клубе он играл вместе с Хосе Насасси, выступая на позиции левого центрального защитника. Уругвайские фанаты, за его игру, прозвали Домингоса «Китайской стеной на запад» и «Крепостью». Там же он пользовался большим вниманием уругвайских женщин, которое чуть не привело его к принятию уругвайского гражданства. Однако любовь к пляжам Рио, привела к решению вернуться в Бразилию.. Потом Домингос вновь вернулся в Бразилию, в клуб «Васко да Гама», с которым выиграл чемпионат штата Рио-де-Жанейро в 1934 году, проведя только 12 матчей. Последнюю игру за «Васко» Домингос провёл 10 февраля 1935 года против «Ривер Плейт», в котором его клуб проиграл 1:4.

«Это лучший защитник, что я видел за долгое время. У него есть все качества, что нужны защитнику».— Людовико Бидольо о Домингосе
В 1935 году Домингос выступал за аргентинский «Бока Хуниорс». Первоначально Домингоса в «Боке» посчитали очень медленным игроком,  который стал известен, лишь благодаря игре рядом с Насасси, однако затем он своей игрой продемонстрировал то, что всегда оказывается в нужном месте обороны, прекращая атаки соперника и отлично взаимодействуя с Виктором Валусси. С «Хуниорс» Домингос выиграл чемпионат Аргентины. Там же он получил прозвище «Divino» (с испанского — «Чудо», которое с португальского переводится как «Божество», второй вариант прижился и в Бразилии). Летом 1936 года аргентинское первенство было остановлено из-за жары (+36 в тени); пауза продлилась 6 месяцев, большую часть из которых Домингос провёл на родине, вместе с женой Эротильдес, с которой познакомился в Буэнос-Айресе. Одновременно он играл в местном «Фламенго», где дебютировал 16 августа 1938 года в матче с «Флуминенсе», который завершился вничью 2:2. Затем Домингос вернулся в аргентинский клуб, где играл до конца 1937 года. Когда его контракт закончился, защитник отказал «Боке» в продлении соглашения, а затем не согласился перейти в клуб из Парижа, предложивший ему выгодное соглашение. За клуб бразилец провёл 56 матчей.

«Он был настоящим кумиром болельщиков „Боки“. Когда я здесь играл, спустя годы, все говорили только о нём».— Орландо о Домингосе
В декабре 1937 года Домингос во второй раз перешёл во «Фламенго» . Он выиграл с клубом 3 чемпионата штата Рио-де-Жанейро, провёл 230 матчей, из которых клуб проиграл лишь 39 игр. По другим данным — 227 матчей. Последнюю игру за «Фла» Домингос провёл 24 октября 1943 года против «Сан-Паулу», которую клуб проиграл 0:3. В 1943 году Домингос перешёл в «Коринтианс» и выступал за клуб 4 сезона, проведя за клуб 116 матчей. Завершил карьеру Домингос в родном «Бангу». Последнюю в карьере игру он провёл 15 мая 1949 года, в ней «Бангу» выиграл у клуба «Португеза Деспортос» со счётом 5:1, в том же сезоне он забил последний в карьере мяч, реализовав 23 января 1949 года пенальти, который принёс клубу победу в матче с «Сеарой» — 4:3.
В сборной Бразилии Домингос провёл 30 матчей, из которых команда выиграла 19, 5 свела вничью и 8 проиграла. Он дебютировал в составе сборной 2 июля 1931 года, когда бразильская сборная победила клуб «Ференцварош» со счётом 6:1. Он был участником 3-х чемпионатов Южной Америки и чемпионата мира 1938, где выводил сборную, занявшую в итоге 3-е место, в качестве капитана команды. Со сборной Домингос выиграл два Кубка Рио-Бранко и один Кубок Рока.
Завершив карьеру игрока, Домингос работал тренером, управляя командой «Олария» в 1953 году. В 1952 году он вернулся на работу в системе здравоохранения. Выйдя на пенсию, Домингос жил в районе Меиэр, на севере Рио-де-Жанейро. Он умер во второй половине дня, в четверг, 18 мая 2000 года от сосудистого мозгового кровоизлияния, перенесённого с осложнениями, в больнице Куарто Сентенарио в Рио-де-Жанейро, куда он был помещён за 12 дней до этого. Он оставил 5-х своих детей, один из которых, Адемир, также стал известным футболистом.

«В дополнению к игроку, он был великим отцом. Мне будет его не хватать, и это нормально».— Адемир да Гия об отце

## Достижения

### Командные
- Обладатель Кубка Рио-Бранко: 1931, 1932
- Чемпион штата Рио-де-Жанейро: 1934, 1939, 1942, 1943
- Чемпион Уругвая: 1933
- Чемпион Аргентины: 1935
- Обладатель Кубка Рока: 1945

### Личные
- Лучший игрок чемпионата Южной Америки: 1945